# Linda Bloodworth-Thomason
Pour les articles homonymes, voir Thomason.

Linda Bloodworth-Thomason (née le 15 avril 1947 à Poplar Bluff, Missouri, États-Unis)est une scénariste, productrice et réalisatrice américaine de télévision.

## Filmographie

### Comme scénariste
- 2001 : Emeril (série télévisée)
- 1995 : Women of the House (série télévisée)

### Comme productrice
- 1986 : Femmes d'affaires et dames de cœur (Designing Women) (série télévisée)
- 1990 : Evening Shade (série télévisée)
- 1992 : The Man from Hope (TV)
- 1992 : Hearts Afire (série télévisée)
- 1995 : Women of the House (série télévisée)
- 1996 : A Place Called America (TV)
- 2000 : Legacy (TV)

### Comme réalisatrice
- 2000 : Legacy (TV)